# 港区役所駅
港区役所駅（みなとくやくしょえき）は、愛知県名古屋市港区港楽1丁目にある、名古屋市営地下鉄名港線の駅である。駅番号はE05。アクセントカラーは、茶色。

## 歴史
- 1971年（昭和46年）3月29日：名古屋市営地下鉄2号線名城線の駅として開業する。
- 1999年（平成11年）9月17日：港図書館開館に伴いバリアフリー化され、エレベーターが使用開始。
- 2004年（平成16年）10月6日：4号線の名古屋大学 - 新瑞橋間開業に伴う路線名の改称により、名港線の駅となる。
- 2020年（令和2年）6月8日：可動式ホーム柵使用開始[2]。

## 駅構造

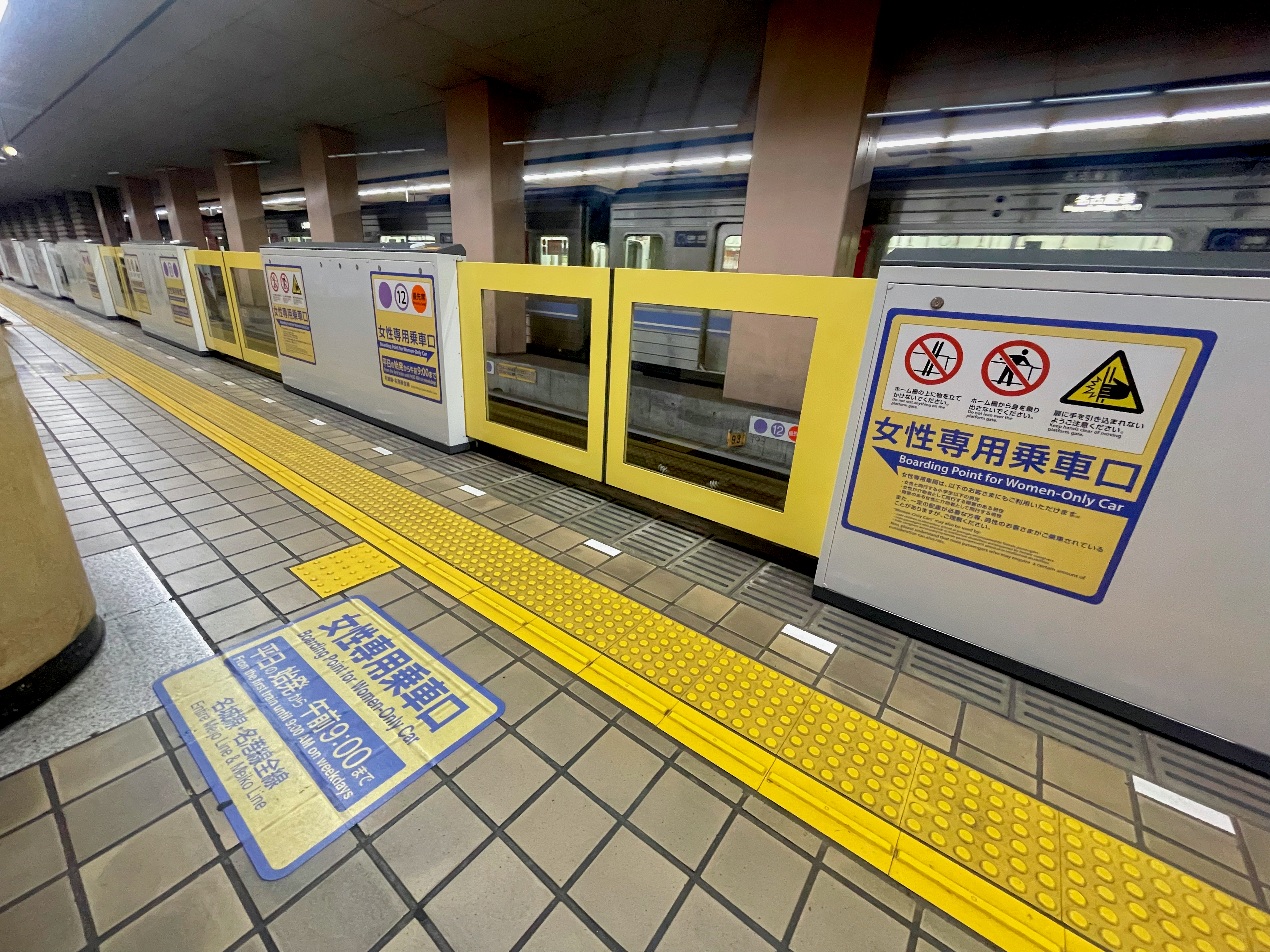
ホーム（2023年4月）

相対式2面2線のホームをもつ地下駅で可動式ホーム柵が設置されている。2011年（平成23年）3月27日より、駅業務は日本通運に委託されている。
当駅は、名城線南部駅務区金山管区駅が管轄している。

### のりば
| ホーム | 路線            | 行先                 |
| ------ | --------------- | -------------------- |
| 1      | 名港線          | 名古屋港方面         |
| 2      | 名港線・ 名城線 | 金山・栄・大曽根方面 |

## 利用状況
2019年（令和元年）度の一日平均乗車人員は、5,114人であった。2017年（平成29年）度までは名港線の駅で最も少なかったが、2018年（平成30年）9月のららぽーと名古屋みなとアクルス開業後は、利用者が増えている。

## 駅周辺
- 港区役所
  - 名古屋市港防災センター
- 名古屋市港保健センター
- 名古屋市港図書館
- 名古屋市港文化小劇場
- 名古屋市上下水道局 港営業所
- 港北公園
- 中部労災病院
  - 中部労災看護専門学校
- 名古屋市立港楽小学校
- 名古屋市立東港中学校
- 日産愛知自動車大学校
- ららぽーと名古屋みなとアクルス
- PORTBASE
- 邦和みなと スポーツ&カルチャー
  - 邦和みなとゴルフ
- 名古屋港郵便局
- バロー 港楽店
- あいち銀行 港中央支店
- NTT西日本 名古屋港ビル
- 江川線（名古屋市道江川線）
- 名古屋高速4号東海線 港明出入口

## バス路線

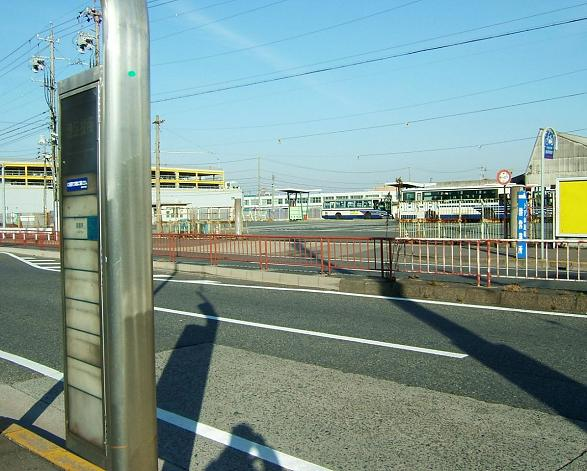
港区役所バス停と市営バス港営業所（当時）

当駅最寄りのバス停留所は港区役所。名古屋市営バスが発着する。
地下鉄駅の北側に位置する港区役所前交差点周辺に所在しており、2018年（平成30年）9月26日より、〔港巡回〕を除く築地口を経由する系統は港区役所前交差点北東側のバス停（現：東海通方面からの港区役所が終点となるバス用の降車専用バス停）発から、ららぽーと名古屋みなとアクルス敷地内の交通広場発着に変更された。
2004年10月まではバス停に隣接して名古屋市営バス港営業所が所在していたため、かつてバス停は港車庫前を名乗っていたが、営業所廃止と前後して現在のバス停名に変更された。旧港営業所跡地のうち北側は名古屋高速4号東海線の用地以外が売却され、南側敷地は回転場（操車場）としての利用を経て、2019年（平成31年）2月に名古屋市営バス港明営業所が開設されている。
かつてはイオンモール名古屋みなと行無料バスも港図書館南の江川線（名古屋市道江川線）東側にある自転車置き場付近に発着していたが、営業終了に伴い廃止された。

### 港区役所バス停
詳細な経由地は各系統の記事を参照されたし。
1番のりば（ららぽーと名古屋みなとアクルス敷地内）
- 幹築地1：野跡駅 行
- 高畑13：八田駅 行
- 名港13：多加良浦 行
- 金山25：金山 行

2番のりば（港区役所前交差点北西側）
- 東海11
  - 多加良浦 行
  - 南陽交通広場 行
- 東海12
  - 河合小橋 行
  - 南陽交通広場 行
  - 日光川公園 行
  - 中川車庫前 行
- 高畑18：地下鉄高畑 行
- 名駅19：名古屋駅 行
- 栄22：栄 行
- 港巡回：多加良浦 行
- 中・港：中川車庫前 行
- 港郵便局方面からの港区役所が終点となるバス（2番乗り場に停車後、左折して交通広場内の降車専用バス停へ向かう）。

## 隣の駅
名古屋市営地下鉄
 名港線
東海通駅 (E04) - 港区役所駅 (E05) - 築地口駅 (E06)